# Preis für Popkultur 2017
Der Preis für Popkultur 2017 war die zweite Verleihung des deutschen Musikpreises. Der Preis wird vom Verein Förderung der Popkultur e.V. verliehen.
Die Veranstaltung fand zum zweiten Mal im Tempodrom in Berlin vor 2000 Zuschauern statt. Moderatoren waren Hadnet Tesfai und Claudia Kamieth. Die Verleihung wurde auf Arte Concert  übertragen und erfolgte in 13 Kategorien. Am 11. September 2017 erfolgte eine 90-minütige Zusammenfassung auf dem ARD-Sender One. Zum Rahmenprogramm gehörten Liveauftritte von Joy Denalane mit dem TKVR! Ensemble, Kraftklub, Lambert,
Marteria, Mine & Fatoni und Van Holzen.
Am häufigsten wurden Beatsteaks nominiert, die für fünf der ausgelobten Kategorien nominiert waren, gefolgt von Casper mit vier.
Für sein Lebenswerk wurde postum Rio Reiser geehrt. Den Preis nahm sein Bruder Gert Möbius entgegen.

## Gewinner und Nominierte
| Lieblings-Solokünstlerin | Lieblings-Solokünstler |
| --- | --- |
| Alice Merton - Ace Tee - Balbina - Haiyti aka Robbery - Judith Holofernes | Marteria - Casper - Clueso - Fatoni - Roosevelt |
| Lieblingsband | Lieblingsproduzent |
| Beatsteaks - Beginner - Die Höchste Eisenbahn - Kraftklub - Von Wegen Lisbeth | Tobias Kuhn - Farhot - Markus Ganter - Moses Schneider - The Krauts |
| Lieblingsalbum | Lieblingslied |
| Beginner – Advanced Chemistry - Die Höchste Eisenbahn – Wer bringt mich jetzt zu den Anderen? - Kraftklub – Keine Nacht für Niemand - Roosevelt – Roosevelt - Von Wegen Lisbeth – Grande                                                                                       | Jim Pandzko feat. Jan Böhmermann – Menschen Leben Tanzen Welt - Alice Merton – No Roots - Beatsteaks – I Do - Casper – Sirenen - Die Höchste Eisenbahn – Lisbeth |
| Lieblingsvideo | Beeindruckendste Live-Show |
| Casper feat. Blixa Bargeld, Dagobert & Sizarr – Lang lebe der Tod - Beatsteaks – I Do - Jennifer Rostock – Hengstin - Kraftklub – Dein Lied - Von Wegen Lisbeth – Bitch | Rammstein – Heimspiel - Beatsteaks – Festivals & Warm-up-Shows 2017 - Beginner – Advanced Chemistry Tour 2017 - Casper – Hurricane 2017 - K.I.Z – Wuhlheide Berlin |
| Hoffnungsvollste*r Newcomer*in | Schönste Geschichte |
| Alice Merton - Ace Tee - Gurr - Haiyti - Von Wegen Lisbeth | Neo Magazin Royale – Eier aus Stahl: Max Giesinger und die deutsche Industriemusik - Anja Caspary (Radio Eins) – Radio Eins feiert 40 Jahre Punk - Circus HalliGalli – The End - Circus HalliGalli – The Final Season - Torsten Groß – Nachruf zum Tode von Chris Cornell |
| Spannendste Idee / Kampagne | Gelebte Popkultur |
| Feine Sahne Fischfilet – Noch nicht komplett im Arsch! - Beatsteaks – 3 Tage Livestream aus dem Yak Gehege - Jennifer Rostock – Viraler AfD-Song im Vorfeld zur Wahl in Mecklenburg-Vorpommern - Kraftklub – Keine Nacht für Niemand (Albumkampagne) - Marteria – Antimarteria | PxP Festival – Benefiz-Festival für Kinder, Berlin - Jamel rockt den Förster – Jamel rockt den Förster 2016 - Kosmonaut Festival – Geheimer Headliner - Reeperbahnfestival – Branchentreff #1 - Viva con Agua de Sankt Pauli e.V. – Millerntor Gallery                    |
| Preis für ihr Lebenswerk | |
| Rio Reiser (posthum) – Ton Steine Scherben und Solowerke. | |